# Monochamus subruspator
Monochamus subruspator là một loài bọ cánh cứng trong họ Cerambycidae.